# A magyar labdarúgó-válogatott 2012. november 14-i mérkőzése
A magyar labdarúgó-válogatott barátságos mérkőzése Norvégia ellen, 2012. november 14-én. A végeredmény 2–0 lett a norvég csapat javára.

## Előzmények
A magyar labdarúgó-válogatottnak ez volt a kilencedik, egyben utolsó mérkőzése a 2012-es esztendőben. A csapat öt barátságos, illetve négy világbajnoki-selejtezőn lépett pályára. A norvégok elleni összecsapás előtti statisztika: 4 győzelem, 3 döntetlen, 1 vereség.
Mészáros Norbert kiesésével az eredeti keretből már öt játékosra nem számíthatunk, de ez nem jelenti azt, hogy csökkentek volna az esélyeink a mérkőzés megnyerésére. (...) Továbbra is bizakodóak vagyunk, pillanatnyilag ez a legerősebb magyar válogatott keret. Az első edzés után megállapítható, hogy az októberi két győztes mérkőzés még inkább közelebb hozta egymáshoz a játékosokat. A futballisták közti bizalom, ami mentén korábban jól működött ez a csapat, továbbra is jelen van, ami nagyon ahhoz, hogy képesek legyenek egymásnak segíteni a mérkőzések nehezebb időszakaiban is.
A norvég válogatott Magyarország ellen játszotta tizenkettedik mérkőzését 2012-ben.
Azt hiszem, hosszú ideje nem lépett pályára ilyen fiatal norvég válogatott, lehet, hogy ez minden idők legfiatalabb csapata. Sokuknak nagyon fontos lesz a holnapi mérkőzés, óriási lehetőséget kapnak, hogy 2013-ra beverekedjék magukat a csapatba. Kell nekik még az idő és türelem, hogy stabil A-válogatottak legyenek, de az önmagában is kivételes, hogy hat-hét játékos egyszerre kopogtasson a nemzeti csapat ajtaján. Meglátjuk, hogy holnap mit mutatnak.

## Keretek
Egervári Sándor, a magyar labdarúgó-válogatott szövetségi kapitánya, november 5-én hirdette ki huszonnégy főből álló keretét. Később öt játékosnak is sérülés miatt kellett elhagynia a csapatot. Helyükre csak egy játékost hívott be Egervári, Guzmics Richárd személyében.
Egil Olsen, Norvégia szövetségi kapitánya október 30-án hirdetett tizennyolc fős keretet.
| Magyarország | Magyarország     | Magyarország | Magyarország | Magyarország | Magyarország     |
| Poszt        | Név              | Kor          | Vál.         | Gól          | Klub             |
| ------------ | ---------------- | ------------ | ------------ | ------------ | ---------------- |
| K            | Bogdán Ádám      | 25 éves      | 12           | 0            | Bolton Wanderers |
| K            | Király Gábor     | 36 éves      | 86           | 0            | 1860 München     |
| K            | Megyeri Balázs   | 22 éves      | 0            | 0            | Olimbiakósz      |
| V            | Guzmics Richárd  | 25 éves      | 0            | 0            | Haladás          |
| V            | Halmosi Péter    | 33 éves      | 34           | 0            | Haladás          |
| V            | Juhász Roland    | 29 éves      | 75           | 6            | Anderlecht       |
| V            | Kádár Tamás      | 22 éves      | 6            | 0            | Roda JC          |
| V            | Korcsmár Zsolt   | 23 éves      | 13           | 0            | Brann            |
| V            | Vanczák Vilmos   | 29 éves      | 66           | 2            | FC Sion          |
| V            | Varga József     | 24 éves      | 17           | 0            | Debreceni VSC    |
| KP           | Dzsudzsák Balázs | 25 éves      | 48           | 10           | Gyinamo Moszkva  |
| KP           | Elek Ákos        | 24 éves      | 22           | 1            | Diósgyőr         |
| KP           | Hajnal Tamás     | 31 éves      | 51           | 6            | VfB Stuttgart    |
| KP           | Koltai Tamás     | 25 éves      | 10           | 0            | Győri ETO        |
| KP           | Koman Vladimir   | 23 éves      | 24           | 7            | FK Krasznodar    |
| KP           | Pátkai Máté      | 24 éves      | 1            | 0            | Győri ETO        |
| KP           | Pintér Ádám      | 24 éves      | 12           | 0            | Real Zaragoza    |
| CS           | Németh Krisztián | 23 éves      | 10           | 0            | Roda JC          |
| CS           | Szabics Imre     | 31 éves      | 31           | 12           | Sturm Graz       |
| CS           | Szalai Ádám      | 24 éves      | 13           | 7            | Mainz 05         |

| Norvégia | Norvégia                | Norvégia | Norvégia | Norvégia | Norvégia           |
| Poszt    | Név                     | Kor      | Vál.     | Gól      | Klub               |
| -------- | ----------------------- | -------- | -------- | -------- | ------------------ |
| K        | Rune Almenning Jarstein | 28 éves  | 25       | 0        | Viking             |
| K        | Espen Bugge Pettersen   | 32 éves  | 7        | 0        | Molde              |
| V        | Vegard Forren           | 24 éves  | 4        | 0        | Molde              |
| V        | Brede Hangeland         | 31 éves  | 80       | 4        | Fulham             |
| V        | Vegar Eggen Hedenstad   | 21 éves  | 2        | 0        | SC Freiburg        |
| V        | Tom Høgli               | 28 éves  | 26       | 1        | Club Brugge        |
| V        | Jonathan Parr           | 24 éves  | 7        | 0        | Crystal Palace     |
| V        | Tore Reginiussen        | 26 éves  | 12       | 2        | Rosenborg          |
| KP       | Valon Berisha           | 19 éves  | 7        | 0        | Red Bull Salzburg  |
| KP       | Daniel Braaten          | 30 éves  | 41       | 2        | Toulouse           |
| KP       | Magnus Wolff Eikrem     | 22 éves  | 7        | 0        | Molde              |
| KP       | Markus Henriksen        | 20 éves  | 13       | 1        | AZ                 |
| KP       | Ruben Yttergård Jenssen | 24 éves  | 18       | 0        | Tromsø             |
| KP       | Anders Ågnes Konradsen  | 22 éves  | 0        | 0        | Strømsgodset       |
| KP       | Håvard Nordtveit        | 22 éves  | 7        | 1        | B. Mönchengladbach |
| CS       | Mohammed Abdellaoue     | 27 éves  | 23       | 5        | Hannover 96        |
| CS       | Håvard Nielsen          | 19 éves  | 0        | 0        | Red Bull Salzburg  |
| CS       | Alexander Søderlund     | 25 éves  | 9        | 0        | Haugesund          |

 megjegyzés: Az adatok a mérkőzés előtti állapotnak megfelelőek.

## A mérkőzés
A találkozót a Puskás Ferenc Stadionban rendezték, 20:30-as kezdéssel. Az első félidő gyenge hazai játékot hozott, a norvégok rendre eljutottak a magyar kapuig. Ennek eredményeként az első játékrész hajrájában, a 38. percben meg is szerezték a vezetést, Håvard Nielsen találatával. A második félidő sem hozott változást a magyar csapat játékában, továbbra is vérszegény támadások jellemezték őket. A 79. percben tovább növelték előnyüket a vendégek, Mohammed Abdellaoue révén. Ezzel be is állította a végeredményt: Magyarország–Norvégia 0–2.
Egészen speciális futballt játszanak a norvégok, mi pedig bután futballoztunk ellenük. Ahelyett, hogy a földön játszottunk volna, a levegőben próbálkoztunk a magas emberek ellen, remélem, legközelebb jobb és okosabb játékkal tudjuk majd megörvendeztetni szurkolóinkat. Természetesen annak örülünk, hogy a nézők hátrányban is kitartottak mellettünk, és végig buzdították a csapatot, és ezt köszönjük nekik.
Elégedett vagyok a mérkőzéssel, a magyaroknak szinte esélyük sem volt. Ennek ellenére azért voltak kisebb hibáink a védekezésben. (...) A magyarok azt nyújtották, amit vártam tőlük, tudtam, hogy fizikailag fel tudjuk őrölni őket. (...) A fiataljaink meglepően jól teljesítettek, hosszú távon ők jelenthetik a jövőt.

### Az összeállítások
| 2012. november 14. 20:30 |

| Magyarország          | 0 – 2               | Norvégia                              |
| --------------------- | ------------------- | ------------------------------------- |
| Szalai 51' Juhász 70' | (0 – 1) Jegyzőkönyv | Nielsen 38' Abdellaoue 79' Forren 87' |

| Puskás Ferenc Stadion, Budapest Nézőszám: 16 000 Játékvezető: Marijo Strahonja (horvát) |

| Csapatszínek | Csapatszínek | Csapatszínek |
| Csapatszínek |              |              |
| Csapatszínek |              |              |
|              |              |              |
| Magyarország |              |              |

| Csapatszínek | Csapatszínek | Csapatszínek |
| Csapatszínek |              |              |
| Csapatszínek |              |              |
|              |              |              |
| Norvégia     |              |              |

| MAGYARORSZÁG:        |    |                  |             |
|                      |    |                  |             |
| K                    | 12 | Király Gábor     |             |
| JV                   | 3  | Vanczák Vilmos   | a szünetben |
| V                    | 21 | Korcsmár Zsolt   |             |
| V                    | 23 | Juhász Roland    | 70' 74'     |
| BV                   | 4  | Kádár Tamás      |             |
| VKP                  | 16 | Pintér Ádám      | 59'         |
| VKP                  | 8  | Varga József     |             |
| JSZ                  | 11 | Koman Vladimir   | 59'         |
| KTK                  | 20 | Hajnal Tamás     |             |
| BSZ                  | 7  | Dzsudzsák Balázs | 59'         |
| CS                   | 9  | Szalai Ádám      | 51' 69'     |
| Cserék:              |    |                  |             |
| K                    | 1  | Bogdán Ádám      |             |
| K                    | 22 | Megyeri Balázs   |             |
| V                    | 2  | Guzmics Richárd  | 74'         |
| KP                   | 5  | Pátkai Máté      | a szünetben |
| KP                   | 6  | Elek Ákos        | 59'         |
| V                    | 13 | Halmosi Péter    |             |
| CS                   | 14 | Németh Krisztián | 69'         |
| CS                   | 18 | Szabics Imre     | 59'         |
| KP                   | 19 | Koltai Tamás     | 59'         |
| Szövetségi kapitány: |    |                  |             |
| Egervári Sándor      |    |                  |             |

| NORVÉGIA:            |    |                         |             |
|                      |    |                         |             |
| K                    | 1  | Rune Almenning Jarstein |             |
| JV                   | 2  | Tom Høgli               |             |
| V                    | 5  | Brede Hangeland         |             |
| V                    | 23 | Vegard Forren           | 87'         |
| BV                   | 14 | Vegar Eggen Hedenstad   |             |
| VKP                  | 8  | Håvard Nordtveit        | a szünetben |
| JKP                  | 21 | Daniel Braaten          | 90'         |
| KKP                  | 7  | Markus Henriksen        | 62'         |
| KKP                  | 19 | Ruben Yttergård Jenssen | 84'         |
| BKP                  | 18 | Håvard Nielsen          | 38' 62'     |
| CS                   | 20 | Alexander Søderlund     | 77'         |
| Cserék:              |    |                         |             |
| K                    | 12 | Espen Bugge Pettersen   |             |
| V                    | 3  | Tore Reginiussen        | 90'         |
| CS                   | 9  | Mohammed Abdellaoue     | 77' 79'     |
| KP                   | 11 | Anders Ågnes Konradsen  | 84'         |
| KP                   | 15 | Magnus Wolff Eikrem     | a szünetben |
| V                    | 16 | Jonathan Parr           | 62'         |
| V                    | 17 | Valon Berisha           | 62'         |
| Szövetségi kapitány: |    |                         |             |
| Egil Olsen           |    |                         |             |

Asszisztensek:

Igor Krmar (horvát) (partvonal)

Sinisa Premužaj (horvát) (partvonal)

Negyedik játékvezető:

Ante Vučemilović-Šimunović (horvát)

## Örökmérleg a mérkőzés után
| Magyarország |           | Norvégia |
| ------------ | --------- | -------- |
| 7            | Győzelem  | 5        |
| 5            | Döntetlen | 5        |
| 32           | Gólok     | 19       |
| 26/51        | Pontok    | 20/51    |
| 50,98%       | %         | 39,21%   |

### Összes mérkőzés
Győzelem
      Döntetlen
      Vereség
| No.        | Dátum         | Helyszín                         | Nézőszám | Mérkőzés                   | Eredmény                        | Gólszerző(k)                                                         |
| ---------- | ------------- | -------------------------------- | -------- | -------------------------- | ------------------------------- | -------------------------------------------------------------------- |
| 1. (38.)   | 1912. 06. 23. | Oslo, Gamle Frogner stadion      | 4 000    | barátságos                 | Norvégia–Magyarország 0–6 (0–2) | Schlosser 10' 89', Tóth 31', Bodnár 49' 71' 73'                      |
| 2. (319.)  | 1955. 05. 08. | Oslo, Ullevaal Stadion           | 27 548   | barátságos                 | Norvégia–Magyarország 0–5 (0–2) | Kocsis 6', Palotás P. 33' 55', Puskás 49', Tichy 74'                 |
| 3. (341.)  | 1957. 06. 12. | Oslo, Ullevaal Stadion           | 25 724   | vb-selejtező               | Norvégia–Magyarország 2–1 (1–1) | Harald 10', Kjell 10' és Tichy 44'                                   |
| 4. (347.)  | 1957. 11. 10. | Budapest, Népstadion             | 91 000   | vb-selejtező               | Magyarország–Norvégia 5–0 (2–0) | Sándor K. 12', Csordás 20' 71', Machos 69', Edgar 76'                |
| 5. (453.)  | 1970. 10. 07. | Oslo, Ullevaal Stadion           | 16 090   | Eb-selejtező               | Norvégia–Magyarország 1–3 (0–2) | Iversen 50' és Bene 6', Nagy 23', Karlsen 69'                        |
| 6. (462.)  | 1971. 10. 27. | Budapest, Népstadion             | 29 253   | Eb-selejtező               | Magyarország–Norvégia 4–0 (3–0) | Bene 22' 43', Dunai II. 24', Szűcs 63'                               |
| 7. (556.)  | 1981. 05. 20. | Oslo, Ullevaal Stadion           | 23 000   | vb-selejtező               | Norvégia–Magyarország 1–2 (0–0) | Thoresen 57' és Kiss L. 77' 79'                                      |
| 8. (560.)  | 1981. 10. 31. | Budapest, Népstadion             | 68 000   | vb-selejtező               | Magyarország–Norvégia 4–1 (1–1) | Bálint 12', Kiss L. 60' 85', Fazekas 79', Lund 35'                   |
| 9. (584.)  | 1984. 05. 23. | Székesfehérvár, Sóstói Stadion   | 5 000    | barátságos                 | Magyarország–Norvégia 0–0       |                                                                      |
| 10. (607.) | 1986. 09. 09. | Oslo, Ullevaal Stadion           | 2 917    | barátságos                 | Norvégia–Magyarország 0–0       |                                                                      |
| 11. (646.) | 1990. 10. 10. | Bergen, Népstadion               | 29 253   | Eb-selejtező               | Norvégia–Magyarország 0–0       |                                                                      |
| 12. (658.) | 1991. 10. 30. | Szombathely, Rohonci úti stadion | 8 000    | Eb-selejtező               | Magyarország–Norvégia 0–0       |                                                                      |
| 13. (707.) | 1996. 10. 09. | Oslo, Ullevaal Stadion           | 22 480   | vb-selejtező               | Norvégia–Magyarország 3–0 (0–0) | Kjetil 83' 89' 90' (11-esből)                                        |
| 14. (712.) | 1997. 06. 08. | Budapest, Népstadion             | 20 000   | vb-selejtező               | Magyarország–Norvégia 1–1 (1–1) | Kovács Z. 22' és Petter 9'                                           |
| 15. (810.) | 2006. 09. 02. | Budapest, Népstadion             | 13 000   | Eb-selejtező               | Magyarország–Norvégia 1–4 (0–3) | Gera 89' (11-esből) és Solskjær 15' 54', Strømstad 31', Pedersen 41' |
| 16. (820.) | 2007. 06. 06. | Oslo, Ullevaal Stadion           | 19 198   | Eb-selejtező               | Norvégia–Magyarország 4–0 (1–0) | Iversen 22', Braaten 58', Carew 60' 79'                              |
| 17. (875.) | 2012. 11. 14. | Budapest, Népstadion             | 16 000   | barátságos                 | Magyarország–Norvégia 0–2 (0–1) | Nielsen 38', Abdellaoue 79'                                          |
| 18. (901.) | 2015. 11. 12. | Oslo, Ullevaal Stadion           | 28 000   | Eb-selejtező, pótselejtező | Norvégia–Magyarország 0–1 (0–1) | Kleinheisler 26'                                                     |
| 19. (902.) | 2015. 11. 15. | Budapest, Groupama Aréna         | 22 186   | Eb-selejtező, pótselejtező | Magyarország–Norvégia 2–1 (1–0) | Priskin 14', Henriksen 83' (öngól) és Henriksen 87'                  |